# The Radio Days
『The Radio Days』（ザ・レディオ・デイズ）は、2011年3月26日までエフエム山陰 (V-air) で放送されていたラジオ番組である。
角秀一がパーソナリティを務めていた土曜夕方の音楽番組。1970年代から1980年代の様々な曲を、洋楽・邦楽を問わずに取り上げていた。
2009年12月26日までは毎週土曜 18:00 - 18:55（日本標準時）に放送されていたが、年明け後の2010年1月2日からは18:30までの放送となっていた。